# Кузнецов, Николай Адрианович
Николай Адрианович Кузнецов (1904 — 20 сентября 1924, Москва) — советский поэт.

## Биография
Родился в рабочей семье, работал на авиационном заводе «Мотор». С 15 лет был сотрудником комсомольской печати. Впервые напечатал свои стихи под псевдонимом «Замоскворецкий» в 1921 году.
С 1922 года был членом литературных групп «Рабочая весна» и «Октябрь», в 1924 году перешел в группу «Перевал».
Осенью 1923 года поступил в Высший литературно-художественный институт, выбыл из комсомола.
Покончил жизнь самоубийством в ночь на 20 сентября 1924 года. Похоронен 23 сентября 1924 года на Семёновском кладбище Москвы.

## Творчество
Писал о повседневных переживания и быте рабочей молодежи, о строительстве Шуховской башни («Радио-башня»).